# Setaria palmifolia
Setaria palmifolia es una especie de hierba conocida como pasto de palma y en samoano vao 'ofe' ofe . Es nativa de Asia templada y tropical.  Se conoce en otros lugares como una especie introducida y, a menudo, invasora, incluso en Australia, Nueva Zelanda, muchas islas del Pacífico, y las Américas.

## Descripción
Esta especie es una hierba perenne con tallos que crecen hasta dos o tres metros de largo a partir de un rizoma nudoso. Los tallos pueden tener hasta un centímetro de grosor. Las vainas de las hojas son escasamente a totalmente peludas. Las láminas de las hojas son lineales, ovaladas o lanceoladas y miden hasta 60 a 80 centímetros de largo por 7 u 8 centímetros de ancho. Tienen una textura plisada y son lampiños o con algunos pelos ásperos. La panícula es suelta, abierta y extendida, alcanzando hasta 80 centímetros de largo. La espiguilla tiene unos pocos milímetros de largo, pero a menudo va acompañada de una cerda que puede tener 1,5 centímetros de largo.

## Usos
La hierba se cultiva como planta ornamental por sus hojas plisadas parecidas a palmeras. Algunos cultivares tienen hojas rayadas y nervaduras centrales moradas.
Se cultiva como hortaliza en Papua Nueva Guinea, donde se conoce como Highland Pitpit. El tallo de la hierba se come después de cocinarlo. Los granos se pueden comer como sustituto del arroz .
Una creencia popular en Taiwán sostiene, que la cantidad de pliegues latitudinales en la hoja predice la cantidad de tifones que azotarán el área en la próxima temporada de tifones o en la actual. Se conoce localmente como la  hierba del tifón .

## Ecología
Esta hierba se ha introducido en muchas áreas, a menudo como planta ornamental. Está muy extendida en las islas del Pacífico. Se ha convertido en una planta invasora en la isla Lord Howe, la isla Norfolk, Rapa Nui, Fiji y las islas Salomón, y en Samoa y Hawai . También es invasiva en Nueva Zelanda y Queensland .
La planta es robusta y se propaga a través de rizomas y bancos de semillas, formando círculos monotípicos. Es una planta alta con hojas anchas que dan sombra a otra vegetación. Los cerdos salvajes rampantes de Hawái facilitan su propagación arrancando las plantas circundantes mientras se alimentan de sus gruesos tallos. También lo transmiten las aves que se alimentan de semillas.
Esta especie es huésped de los hongos Cercospora setariae y Phacellium paspali .